# Episodi di Stargirl (prima stagione)
La prima stagione della serie televisiva Stargirl, composta da 13 episodi, è stata trasmessa in prima visione assoluta negli Stati Uniti d'America sulla piattaforma streaming DC Universe dal 18 maggio al 10 agosto 2020.
In Italia la stagione è stata trasmessa in prima visione su Rai 4 dal 19 luglio al 16 agosto 2021.
| nº | Titolo originale              | Titolo italiano                    | Prima TV USA   | Prima TV Italia |
| -- | ----------------------------- | ---------------------------------- | -------------- | --------------- |
| 1  | Pilot                         | Stargirl                           | 18 maggio 2020 | 19 luglio 2021  |
| 2  | S.T.R.I.P.E.                  | S.T.R.I.P.E.                       | 25 maggio 2020 | 19 luglio 2021  |
| 3  | Icicle                        | La stella di ghiaccio              | 1º giugno 2020 | 19 luglio 2021  |
| 4  | Wildcat                       | Wildcat                            | 8 giugno 2020  | 26 luglio 2021  |
| 5  | Hourman and Dr. Mid-Nite      | Hourman e il Dottor Mid-Nite       | 15 giugno 2020 | 26 luglio 2021  |
| 6  | The Justice Society           | La Justice Society                 | 22 giugno 2020 | 26 luglio 2021  |
| 7  | Shiv Part One                 | Shiv Parte Prima                   | 29 giugno 2020 | 2 agosto 2021   |
| 8  | Shiv Part Two                 | Shiv Parte Seconda                 | 6 luglio 2020  | 2 agosto 2021   |
| 9  | Brainwave                     | Brainwave                          | 13 luglio 2020 | 2 agosto 2021   |
| 10 | Brainwave Jr.                 | Brainwave Jr.                      | 20 luglio 2020 | 9 agosto 2021   |
| 11 | Shining Knight                | Shining Knight                     | 27 luglio 2020 | 9 agosto 2021   |
| 12 | Stars & S.T.R.I.P.E. Part One | Stars & S.T.R.I.P.E. Parte Prima   | 3 agosto 2020  | 16 agosto 2021  |
| 13 | Stars & S.T.R.I.P.E. Part Two | Stars & S.T.R.I.P.E. Parte Seconda | 10 agosto 2020 | 16 agosto 2021  |

## Stargirl
- Titolo originale: Pilot
- Diretto da: Glen Winter
- Scritto da: Geoff Johns

### Trama
Il quartier generale della Justice Society of America viene attaccato dalla Injustice Society, che elimina le loro controparti della JSA. Pat Dugan, aiutante dell'eroe Starman, arriva e trova il suo amico morente e lo aiuta a fuggire. Starman dice a Pat di tenere al sicuro il suo Scettro Cosmico fino a quando non troverà un degno successore per ricostruire la Justice Society. Nel frattempo, una ancora bambina Courtney Whitmore scopre che suo padre Sam Kurtis non è riuscito a tornare a casa per Natale mentre sua madre va al lavoro.
Dieci anni dopo, la madre di Courtney, Barbara, è risposata con Pat mentre trasferisce la sua famiglia adottiva a Blue Valley. Dopo una brutta prima giornata alla Blue Valley High School, Courtney si imbatte per caso nella scatola contenente lo Scettro Cosmico nel suo seminterrato. Lo scettro, che parrebbe avere una sua volontà autonoma, porta Courtney al cinema drive-in di Blue Valley, dove Courtney vede dei ragazzi importunare qualcun altro nel drive-in, quindi indossa una maschera improvvisata e con lo scettro, che ancora non riesce a gestire, distrugge accidentalmente l'auto di Henry King Jr. con un'esplosione di energia. Nel ritornare a casa, Courtney si trova di fronte Pat, che ammette il suo coinvolgimento con la JSA e Courtney, anche grazie al raffronto di 2 fotografie di cui una molto sbiadita che porta con sé in un ciondolo e l'altra che ritrae chiaramente tutti i membri della JSA poi uccisi dalla ISA, intuisce che suo padre, che non era più tornato a casa da quella stessa sera di dieci anni prima, potrebbe essere lo Starman ucciso dalla ISA, anche se Pat fa più volte presente che il vero nome di Starman e del padre di Courtney erano diversi.
Henry Jr. informa a sua volta suo padre, Henry King Sr., dello scontro avvenuto con uno sconosciuto individuo dando una sommaria descrizione dello Scettro Cosmico di Starman e portandolo a indossare nuovamente i panni di Brainwave per dare la caccia al nuovo Starman. Mentre si allena con lo Scettro Cosmico, Courtney viene attaccata da Brainwave; all'inizio lei sembra avere la peggio nei confronti dell'avversario, ma alla fine assesta un colpo fortunato con lo scettro con il quale genera un'esplosione sufficiente per permetterle di sfuggire agli attacchi mentali telepatici, psico-cinetici e telecinetici di Brainwave, cosa che le permette di allontanarsi da quest'ultimo, poco prima dell'intervento di Pat che la porta in salvo con il prototipo dell'armatura, seppure ancora in fase di miglioramento e ancora parzialmente instabile.
- Ascolti Italia: telespettatori 325.000 – 1,60%[3]

## S.T.R.I.P.E.
- Titolo originale: S.T.R.I.P.E
- Diretto da: Greg Beeman
- Scritto da: Geoff Johns

### Trama
Pat racconta a Courtney che Hourman, sopravvissuto all'attacco alla JSA, aveva cercato segretamente la Injustice Society per tutto il paese. Nel tentativo di aiutare, Pat progettò e inizio la costruzione dell'armatura. Quando Rex raggiunse Blue Valley, lui e sua moglie furono uccisi in un incidente d'auto. Pat era andato a Blue Valley due anni prima per riprendere la ricerca, invece aveva conosciuto la madre di Courtney.
Pat consiglia fortemente a Courtney di non cercare Brainwave né di usare lo scettro, ma Courtney, ormai decisa a cercare chi ha fatto del male a Starman, crea un costume per sé dalla vecchia uniforme di quest'ultimo. Brainwave trova la carta d'identità della scuola danneggiata di Courtney nel luogo dove avevano combattuto. All'open house del liceo, Henry Sr. si confronta con Courtney e minaccia di uccidere sua madre a meno che non gli porti lo scettro. Pat si confronta con Brainwave, ma viene facilmente sconfitto. Sotto lo pseudonimo Stargirl, Courtney combatte Brainwave e mette in corto circuito i suoi poteri con l'aiuto dello Scettro Cosmico, lasciandolo in coma. Courtney chiede a Pat di lavorare con lei e diventare il suo assistente, cambiando il suo nome in codice da Stripesy a S.T.R.I.P.E. Nel frattempo, Icicle va al quartier generale della Injustice Society sotto l'ufficio di The American Dream per incontrare il suo associato Steven Sharpe e viene a sapere del successore di Starman.
- Ascolti Italia: telespettatori 321.000 – 1,80%[3]

## La stella di ghiaccio
- Titolo originale: Icicle
- Diretto da: Michael Nankin
- Scritto da: Colleen McGuinness

### Trama
8 anni prima, Jordan giurò alla moglie morente che avrebbe garantito la sicurezza del figlio e che avrebbe continuato il "Progetto: New America". Courtney decide che lei e Pat devono dare la caccia ai restanti membri dell'ISA, a cominciare dal loro capo Icicle. Pat, tuttavia, insiste sul fatto che essere un eroe è molto più pericoloso di quanto lei capisca. A scuola, Courtney incontra l'aspirante mago Joey Zarick e lo studente d'arte Cameron Mahkent, figlio di Jordan. Cerca anche di difendere la compagna di classe Yolanda Montez, che rifiuta il suo aiuto. Nel frattempo, Jordan fa visita al collega dell'ISA William Zarick e prepara una trappola per Courtney, indovinando correttamente che coglierà ogni opportunità per catturarlo. Uno scuolabus viene coinvolto nel loro scontro e, sebbene Pat sia in grado di salvarlo dall'affondare in acqua, lui e Courtney non sono in grado di salvare Joey dall'essere investito da un camion. Infuriato, William, membro dell'ISA e padre di Joey, affronta Jordan, che lo congela e nasconde la sua morte. Pat porta Courtney, affranta dalla morte di Joey, al vecchio quartier generale della JSA e le dice di rinunciare alla sua identità. Rifiutandosi di ascoltare, Courtney ruba i cimeli dei membri deceduti della JSA in modo da poter trovare i loro successori.
- Ascolti Italia: telespettatori 221.000 – 1,80%[3]

## Wildcat
- Titolo originale: Wildcat
- Diretto da: Rob Hardy
- Scritto da: James Dale Robinson

### Trama
Tre mesi prima, Yolanda diventa un'emarginata dopo che la sua rivale, Cindy Burman, fa trapelare una foto osé che ha inviato a Henry Jr. a tutta la scuola. Di conseguenza, il suo rapporto con i suoi genitori cattolici diventa aspro. Usando il loro reciproco disprezzo per Henry Jr., Courtney rivela la sua identità di Stargirl a Yolanda e la recluta come nuova Wildcat. I due si intrufolano nell'ospedale per spiare Henry Sr., sperando di trovare i membri dell'ISA attraverso il foglio dei visitatori. Tuttavia, se ne vanno dopo aver visto la loro preside, Anaya Bowin, suonare il violino per lui e in seguito scoprono che il suo nome non era sul foglio dei visitatori. La loro compagna di classe, Beth Chapel, le individua e le riconosce mentre escono. Yolanda rifiuta l'offerta di Courtney preferendo riconquistare la sua vecchia vita. Quando sua madre la considera ancora una vergogna, cambia idea. Nel frattempo, Icicle incontra Dragon King, che accetta di unirsi all'ISA per partecipare al "Progetto: New America". Altrove, la vedova di William, Denise, dice a Pat che se ne sta andando, avvertendolo di non fidarsi dei funzionari di Blue Valley. Più tardi, mentre visita la discarica del suo amico Zeek per i pezzi di ricambio, Pat trova il gatto di Denise, che lo porta ai resti della sua auto.
- Ascolti Italia: telespettatori 266.000 – 1,40%[4]

## Hourman e il Dottor Mid-Nite
- Titolo originale: Hourman and Dr. Mid-Nite
- Diretto da: David Straiton
- Scritto da: Melissa Carter

### Trama
Nove anni prima, Rex Tyler spedì il suo diario codificato a Pat. Lui e sua moglie Wendi lasciarono il figlio Rick alle cure del fratello di Wendi, Matt Harris, poco prima di essere assassinati in un incidente d'auto. Mentre insegue Courtney e Yolanda, Beth scopre un paio di occhiali a casa di Courtney che un tempo appartenevano al membro caduto della JSA Doctor Mid-Nite insieme al suo creatore A.I. facsimile "Chuck", che rivela che Rick è il figlio di Hourman. Courtney porta Yolanda e Beth a una festa di Halloween per trovare Rick e dargli la clessidra di suo padre, che gli consente di guadagnare la super forza per un'ora al giorno. Non interessato a diventare Hourman, Rick sceglie di usare il dispositivo di suo padre per un guadagno personale, inclusa la distruzione del camion dello zio violento e l'albero in cui i suoi genitori sono stati uccisi per sfogare la sua rabbia. Prima che scoppi una rissa, Beth scopre che l'ISA ha ordinato a Solomon Grundy di uccidere i genitori di Rick. Rick accetta di unirsi alla JSA di Courtney, ma chiarisce che vuole solo vendicarsi dell'ISA. Nel frattempo, Bowin e Sharpe intercettano e uccidono i fattorini per rubare un'antenna parabolica per il "Progetto: Nuova America". Pat controlla la stanza di Courtney e scopre i cimeli della JSA nel suo armadio.
- Ascolti Italia: telespettatori 227.000 – 1,30%[4]

## La Justice Society
- Titolo originale: The Justice Society
- Diretto da: Christopher Manley
- Scritto da: Taylor Streitz

### Trama
Dopo aver ucciso un altro degli allenatori di football della loro figlia Artemis, gli allenatori di football Lawrence "Crusher" Crock e Paula Brooks vengono convocati da Icicle per aiutare Sharpe all'ISA come Sportsmaster e Tigress. Pat affronta Courtney, ordinandole di riprendere l'attrezzatura della JSA che ha dato ai suoi amici. Temendo per la vita dei suoi compagni di squadra, Courtney chiede loro di cedere la loro attrezzatura, ma tutti si rifiutano e la spingono a lasciarli inseguire Sharpe dopo che ha tentato di hackerare una società di comunicazioni per i codici satellitari. Tuttavia, vengono intercettati da Sportsmaster e Tigress, che quasi uccidono i ragazzi prima che S.T.R.I.P.E. intervenga. In seguito, Pat parla con Courtney e chiarisce che mentre la sua squadra non è pronta ad affrontare l'ISA, è d'accordo che è necessaria una nuova JSA e si offre di aiutarli ad addestrarli. Nel frattempo, il figlio di Pat, Mike, lega con Barbara quando lei fa una visita a sorpresa alla sua presentazione alla fiera della scienza. I poteri criocinetici di Cameron iniziano a svilupparsi e Icicle riunisce l'ISA per capire chi sono i successori della JSA e svegliare Brainwave per completare il "Progetto: New America".
- Ascolti Italia: telespettatori 175.000 – 1,20%[4]

## Shiv Parte Prima
- Titolo originale: Shiv Part One
- Diretto da: Lea Thompson
- Scritto da: Evan Ball

### Trama
Pat fa uno sforzo per addestrare la nuova JSA, ma l'impazienza di Courtney la porta a sabotare l'addestramento mettendosi in mostra, sconvolgendo la squadra. Cindy fa visita a suo padre, Dragon King, rivelando le sue abilità potenziate e chiedendo di unirsi all'ISA. Tuttavia lui rifiuta, insistendo sul fatto che lei continui a monitorare Henry Jr., che sta lentamente iniziando a rendersi conto che può leggere la mente. Cindy si sente sempre più isolata dai suoi amici e coetanei, ma quando Courtney si unisce a lei a lezione di scienze, diventano amiche. Jordan offre a Barbara la possibilità di gestire un importante affare per The American Dream. A una partita di football della Blue Valley High, Mike esprime gelosia per Courtney che trascorre più tempo con suo padre rispetto a lui. Cameron chiede a Courtney di andare al ballo dell'Homecoming con lui e lei sceglie di rinunciare all'uscita con Cindy. Irritata da questo, Cindy ruba un'armatura sperimentale potenziata e un bastone lanciafiamme da suo padre e va ad affrontare Stargirl, riuscendo a pugnalarla con le sue lame da polso. Dopo che il custode della scuola Justin la sconfigge con una spada incantata, Cindy scappa mentre lo Scettro conduce Pat da una Courtney priva di sensi.
- Ascolti Italia: telespettatori 275.000 – 1,50%[5]

## Shiv Parte Seconda
- Titolo originale: Shiv Part Two
- Diretto da: Geary McLeod
- Scritto da: Paula Sevenbergen

### Trama
Pat finge un incidente d'auto per spiegare le ferite di Courtney, anche se le dice che devono rivelare la verità sulla JSA a Barbara. Cindy va da suo padre, che la rimprovera per avergli disobbedito, prima di fare visita a Courtney per rivelare che conosce la sua identità e minaccia di uccidere lei e i suoi amici. Jordan affronta un dirigente dell'azienda chimica che incolpa per la morte di sua moglie e lo uccide. Beth e Pat fingono di essere figlia e patrigno per infiltrarsi nella casa di Cindy e indagare sulla sua famiglia. Trovano una foto di Dragon King, che Chuck identifica come il defunto criminale di guerra Dott. Shiro Ito. La squadra è costretta a un'uscita precipitosa quando Cindy torna inaspettatamente a casa, ignara che Courtney pensa che siano in pericolo. Henry scopre il suo potere telecinetico e si imbatte nel costume e nei file di Brainwave di suo padre, scoprendo che Cindy lo ha monitorato. La trova a combattere con Stargirl e lancia un'onda psichica che le abbatte entrambe. Confuso e spaventato, Henry scopre telepaticamente l'identità di Courtney prima di scappare. Notando che la sua previsione era corretta, Dragon King ordina ai droni di catturare Cindy.
- Ascolti Italia: telespettatori 191.000 – 1,10%[5]

## Brainwave
- Titolo originale: Brainwave
- Diretto da: Tamra Davis
- Scritto da: Colleen McGuinness

### Trama
Decenni prima, un giovane Henry Sr. uccise un rapinatore per legittima difesa con le sue crescenti capacità. Courtney informa la JSA che ha intenzione di reclutare Henry Jr., ma Yolanda e Rick non sono d'accordo. Con Cindy rinchiusa, Dragon King incontra l'ISA per riferire che può usare Henry Jr. per completare il "Progetto: New America" e consentire loro di fare il lavaggio del cervello a gran parte degli Stati Uniti. Barbara invita Jordan a cenare con la sua famiglia. Pat incarica Rick e Beth di indagare sulla storia di Blue Valley. Scoprono che i fondatori della città hanno costruito una rete di tunnel che consentono all'ISA di operare di nascosto. Courtney fa visita a Henry Jr. e cerca di convincerlo che la fede di suo padre nel male intrinseco dell'umanità è sbagliata, ma lui la costringe ad andarsene. Durante una cena con Jordan e la sua famiglia, Courtney si rende conto che lui è Icicle dopo averlo visto maneggiare una piastra calda senza bruciarsi. Mentre condivide la sua scoperta con Pat, brandisce involontariamente lo Scettro Cosmico di fronte a Barbara scioccata. Henry Jr. uccide accidentalmente il losco avvocato di suo padre proprio mentre Henry Sr. si sveglia.
- Ascolti Italia: telespettatori 180.000 – 1,30%[5]

## Brainwave Jr.
- Titolo originale: Brainwave Jr.
- Diretto da: Andi Armaganian
- Scritto da: James Dale Robinson

### Trama
Due anni prima, Pat e Barbara hanno il loro primo appuntamento in una tavola calda. Nel presente, dopo aver incolpato Pat per aver convinto Courtney a diventare un supereroe, Barbara lo caccia via e dice a Courtney che stanno lasciando Blue Valley. Dopo aver scoperto che Jordan ha ucciso sua madre Merry e il fratello di lei, ovvero il vero Starman, Henry Jr. si convince di poter salvare suo padre dall'influenza di Jordan. Quando Pat va a cercare Barbara, Courtney e la JSA, accompagnate da Henry Jr., cercano il quartier generale dell'ISA. Barbara registra una conversazione con Jordan e i suoi genitori, in cui lei e Pat vengono a conoscenza di una "macchina" che Jordan sta costruendo. Mentre la JSA continua la loro ricerca, si imbattono nel laboratorio privato di Dragon King, dove Stargirl, Wildcat e Henry Jr. sconfiggono lui e i suoi droni prima di individuare Brainwave, che è stato curato dalla sua amnesia. La squadra cerca di scappare, ma lui li mette alle strette. Henry Jr. cerca di convincere suo padre ad abbandonare Jordan, ma Brainwave rivela di aver ucciso Merry prima di seppellire vivo suo figlio mentre la JSA osserva con orrore. Tuttavia, Henry Jr. usa le sue ultime parole per esortarli a continuare a combattere.
- Ascolti Italia: telespettatori 207.000 – 1,20%[6]

## Shining Knight
- Titolo originale: Shining Knight
- Diretto da: Jennifer Phang
- Scritto da: Geoff Johns

### Trama
Sam Kurtis, il vero padre di Courtney, arriva a Blue Valley e inizia a legare con la figlia. In realtà, la sta usando per ottenere il suo medaglione e venderlo per soldi. Pat lo scopre e lo affronta, dicendogli di non tornare mai più.
Nel frattempo, Justin soffre di perdita di memoria e va da Pat per ricordare quando era un Cavaliere Splendente. Courtney scopre che Brainwave conosce la sua identità e tenta di usare lo Scettro, che è bloccato a causa della sua mancanza di fiducia dovuta al fatto di non essere la figlia di Starman e dalla paura di non essere abbastanza brava per essere Stargirl. Pat e Barbara la aiutano a ritrovare la sua fiducia e lei attiva lo Scettro con ancora più potere di prima. Altrove, Brainwave rivela l'identità di Courtney a Icicle e deduce che Pat è Stripesy. Icicle entra nel computer di Barbara e scopre che ha indagato sulla morte di Starman e conosce la sua identità, quindi ordina a Brainwave di uccidere l'intera famiglia di Courtney. Allo stesso tempo, l'ISA scopre di poter fare il lavaggio del cervello a metà del paese a causa del crescente potere di Brainwave e prevede di farlo in 12 ore.
- Ascolti Italia: telespettatori 114.000 – 0,40%[6]

## Stars & S.T.R.I.P.E. Parte Prima
- Titolo originale: Stars & S.T.R.I.P.E." Part One
- Diretto da: Toa Fraser
- Scritto da: Melissa Carter

### Trama
Mentre il "Progetto: New America" prende il via, Sportsmaster e Tigress devono uccidere Pat, Barbara e Courtney. Vengono sconfitti con l'aiuto di Mike, che viene a conoscenza della JSA e del coinvolgimento di suo padre e della sorellastra. La famiglia, insieme alla JSA e a Justin, si rifugia nella capanna di Pat per ideare un piano per sventare l'ISA. Isaac, il figlio di Anaya, viene incoraggiato a vendicarsi dei suoi aguzzini prima che la madre incontri Tigress e Sportsmaster. Tigress la uccide per averli chiamati genitori inadatti. Con l'aiuto di Pat, Rick decifra il diario di suo padre e scopre una mappa completa del covo sotterraneo dell'ISA. Beth entra nei computer dell'ISA e scopre che il "Progetto: New America" mira a fermare il riscaldamento globale, ma utilizzare energia pulita ed eliminare tutte le forme di discriminazione avrà un costo di 25 milioni di vite. Prima che la JSA possa localizzare l'amplificatore sinaptico dell'ISA, Dragon King avvia il processo di lavaggio del cervello, lasciando Justin e Barbara in uno stato di trance mentre Pat è costretto a combattere Courtney.
- Ascolti Italia: telespettatori 171.000 – 1,00%[7]

## Stars & S.T.R.I.P.E. Parte Seconda
- Titolo originale: Stars & S.T.R.I.P.E. Part Two
- Diretto da: Greg Beeman
- Scritto da: Geoff Johns

### Trama
Mid-Nite libera Pat e Justin dal loro stato di trance, portando a una resa dei conti tra la JSA e l'ISA, dove Sportsmaster e Tigress vengono sconfitti mentre Cindy in fuga uccide Dragon King. Sharpe rilascia Grundy, che danneggia gravemente S.T.R.I.P.E. prima che Hourman lo riduca alla sottomissione, anche se sceglie di risparmiarlo e lo lascia partire ma in cambio gli chiede di non tornare mai più. Wildcat uccide Brainwave dopo che quest'ultimo le ha fatto credere di essere Henry Jr. e Stargirl distrugge l'amplificatore sinaptico, ma Icicle distrugge gli occhiali di Mid-Nite e prende in ostaggio Barbara. Cerca di convincerla a schierarsi con lui, ma Barbara rifiuta prima che Pat e Stargirl affrontino Icicle. Dopo aver subito danni alla sua armatura di ghiaccio, Icicle viene ucciso per sbaglio da Mike che lo investe. Sharpe cancella i sistemi dell'ISA prima di fuggire. In seguito, Justin lascia Blue Valley per trovare i sette soldati della vittoria sopravvissuti; Shade, dalla sala riunioni dell'ISA ora abbandonata, guarda i notiziari spacciare il complotto dell'ISA come un terremoto. Cindy trova una gemma contenente "Eclipso" nel magazzino di William. Sei settimane dopo, la famiglia Whitmore-Dugan festeggia il Natale con la JSA. Nel frattempo, un uomo che sostiene di essere Sylvester Pemberton cerca Pat in California.
- Ascolti Italia: telespettatori 110.000 – 0,70%[7]